# ルートヴィヒ2世 (プファルツ＝ツヴァイブリュッケン公)
ルートヴィヒ2世（ドイツ語：Ludwig II., 1502年9月14日 - 1532年12月3日）は、プファルツ＝ツヴァイブリュッケン公（在位：1514年 - 1532年）。

## 生涯
ルートヴィヒ2世は、プファルツ＝ツヴァイブリュッケン公アレクサンダーとホーエンローエ＝ノイエンシュタイン伯クラフト6世の娘マルガレーテ（1480年 - 1522年）との間に長男として生まれた。父アレクサンダーが亡くなったときルートヴィヒはまだ未成年であったため、1519年まで母マルガレーテと議会の後見下に置かれた。アンヴァイラーの町が母マルガレーテに対し臣従することを拒否したため、1519年にルートヴィヒは町を包囲し、1519年2月6日の交渉後に町はルートヴィヒに引き渡された。1522年、ルートヴィヒ2世はオランダにおいて帝国軍に加わり戦った。
ルートヴィヒ2世の治世は宗教改革中のことであった。ルートヴィヒ2世は若い頃にヨハネス・バーダーの影響を受けた。1521年にルートヴィヒ2世はヴォルムスの議会においてマルティン・ルターに会ったが、ルートヴィヒはルターの信奉者とみなされた。宗教改革勢力に対するルートヴィヒ2世の支援にはためらいが見られたが、1523年にヨハン・シュヴェーベルを宮廷牧師としてツヴァイブリュッケンに迎え入れ、その活動はドイツ農民戦争の影響をほとんど受けなかった公領内に決定的な影響を与えた。一方で、ルートヴィヒ2世はホルンバッハ修道院とヴェルシュヴァイラー修道院に勝つことはできなかった。1529年、ルートヴィヒ2世はスイスの神学者たちがシュパイヤー、マインツ、ヴォルムスの司教区を迂回し公領を通ってマールブルク宗教対話に向かうことができるようにした。
ルートヴィヒは30歳で飲酒により死去した。ルートヴィヒはツヴァイブリュッケンのアレクサンダー教会に埋葬された。跡を継いだ息子ヴォルフガングは未成年であったため、当初は弟のループレヒトが摂政となった。
ルートヴィヒは息子のヴォルフガングを通して、1685年以降のすべてのプファルツ選帝侯と1806年以降のバイエルン王の祖となった。今日まで続くヴィッテルスバッハ家の一族はすべてルートヴィヒの子孫である。

## 結婚と子女
1525年9月10日にカッセルにおいてヘッセン方伯ヴィルヘルム1世の娘エリーザベトと結婚した。この結婚式はドイツ農民戦争の勃発のため延期された。ルートヴィヒ2世とエリザベートとの間には以下の子女が生まれた。
- ヴォルフガング（1626年 - 1656年） - プファルツ＝ツヴァイブリュッケン公
- クリスティーネ（1528年 - 1534年）